# Dolmen de Candeán
Le dolmn de Candeán ou Casa dos Mouros de Candeán est un dolmen situé dans la commune de Vigo, dans la province de Pontevedra, en Galice.

## Description
Ce site mégalithique, datant de 3000 av. J.-C., est une chambre funéraire de 3 × 2 m composée de 5 orthostates et d'une dalle de couverture. Le nom Casa dos Mouros vient d'un être de la mythologie galicienne (le Mouro), dont l'existence est presque toujours liée à ces pierres anciennes et à d'autres lieux historiques et légendaires de toute la Galice. 
Il a été déclaré Bien d'intérêt culturel en 2011 sous le code GA36057019.

### Liens connexes
- Liste des sites mégalithiques en Galice